# Hanna Damasio
Hanna Damasio, née le 24 septembre 1942 est une scientifique dans le domaine des neurosciences cognitives. À l'aide de la tomographie informatisée et de l'Imagerie par résonance magnétique, elle développe des méthodes d'étude de la structure du cerveau humain et étudie des fonctions telles que le langage, la mémoire et les émotions, en utilisant à la fois la méthode des lésions et la neuroimagerie fonctionnelle. Elle est titulaire de la chaire Dana Dornsife de neurosciences et directrice du Dana and David Dornsife Cognitive Neuroscience Imaging Center à l'Université de Californie du Sud.

## Carrière et recherche
Après avoir obtenu un doctorat en médecine de l'Université de Lisbonne en 1969, Hanna Damasio commence sa carrière dans le milieu universitaire en tant qu'enseignante au Département de neurologie de l'Université de l'Iowa en 1976. Elle gravit rapidement les échelons académiques, devenant professeure au Département de neurologie en 1985. En plus des nominations universitaires, Hanna Damasio est également directrice du Laboratoire de neuroimagerie et de neuroanatomie humaine à l'Université de l'Iowa de 1982 à 2004. Elle continue d'être professeure auxiliaire distinguée à l'Université de l'Iowa. Actuellement, Hanna Damasio est titulaire de la chaire Dana Dornsife de neurosciences et directrice du Dana and David Dornsife Cognitive Neuroscience Imaging Center à l'Université de Californie du Sud.
Hanna Damasio utilise des méthodes d'imagerie cérébrale, telles que la tomographie informatisée et la résonance magnétique nucléaire, pour améliorer les protocoles de diagnostic des maladies qui affectent le cerveau. Elle travaille sur le développement de nouvelles techniques pour étudier la structure du cerveau in vivo à l'aide de la résonance magnétique, le développement de nouvelles techniques pour évaluer les résultats expérimentaux de la tomographie par émission de positrons (TEP) et l'étude des substrats neuroanatomiques du langage, de la mémoire, des émotions et de la prise de décision à l'aide de la méthode des lésions. Ses travaux ont donné lieu à de nombreux articles scientifiques parus dans des revues de premier plan. En 1989, elle publie "Lesion Analysis in Neuropsychology" (Oxford University Press), un manuel classique pour lequel elle reçoit le prix du livre exceptionnel de l'année en sciences biologiques et médicales de l'Association of American Publishers. Son intérêt continu pour la neuroanatomie humaine l'amène à développer le premier atlas du cerveau humain basé sur des images de tomodensitométrie : "Human Brain Anatomy in Computerized Images", également publié par Oxford University Press. Le livre est une référence reconnue maintenant dans sa deuxième édition,,.

## Honneurs et récompenses
Hanna Damasio reçoit le prix Pessoa en 1992 pour ses importantes contributions à la science et à la littérature. Elle est élue à l'American Neurological Association en 1995 et comme Fellow de l'Académie américaine des arts et des sciences en 1997. En 2004, elle partage le prix Jean-Louis Signoret de neurosciences cognitives pour ses travaux pionniers en cognition sociale. En 2010, elle est co-récipiendaire du prix Cozzarelli de l'Académie nationale des sciences, attribué au meilleur article en neurosciences comportementales publié dans les Actes de la National Academy of Sciences en 2009. En 2011, Hanna Damasio et son mari António Damásio reçoivent des doctorats honorifiques de l'École polytechnique fédérale de Lausanne (EPFL) en Suisse pour leurs contributions en neurologie. Elle est également titulaire de doctorats honorifiques de, plus récemment, de la Sorbonne (Université Paris Descartes), de l'Universitat Oberta de Catalunya (Université ouverte de Catalogne, Barcelone) et des universités de Lisbonne et d'Aix-la-Chapelle.

## Vie privée
Hanna Damasio est mariée à António Damásio, neurologue de renommée internationale et expert de la relation entre émotion et cognition, avec qui elle co-dirige le Brain and Creativity Institute (BCI) de l'Université de Californie du Sud.